# إيرني بال
إيرني بال (بالإنجليزية: Ernie Ball)‏ هو موسيقي ورائد أعمال أمريكي، ولد في 30 أغسطس 1930 في سانتا مونيكا في الولايات المتحدة، وتوفي في 9 سبتمبر 2004 في سان لويس أوبيسبو في الولايات المتحدة.

## وصلات خارجية
- الموقع الرسمي
- إيرني بال على موقع ميوزك برينز (الإنجليزية)
- إيرني بال على موقع قاعدة بيانات برودواي على الإنترنت (الإنجليزية)
- إيرني بال على موقع ديسكوغز (الإنجليزية)